# Спољни односи Совјетског Савеза
Након руске револуције, у којој су бољшевици 1918. године преузели делове Руске империје која се распадала, суочили су се са огромним препрекама против Немачке империје и на крају су преговарали о условима за повлачење из Првог светског рата. Затим су кренули у рат против Белог покрета, покрета за независност, побуњених сељака, бивших присталица, анархиста и страних интервенциониста у огорченом грађанском рату. Основали су Совјетски Савез 1922. са Владимиром Лењином на челу. У почетку је третирана као непризната држава парија због одбацивања царских дугова и претњи да уништи капитализам код куће и широм света. До 1922. Москва је одбацила циљ светске револуције и тражила дипломатско признање и пријатељске трговинске односе са капиталистичким светом, почевши од Британије и Немачке. Коначно, 1933. године, Сједињене Државе су одале признање. Трговинска и техничка помоћ из Немачке и Сједињених Држава стигла је касних 1920-их. Након што је Лењин умро 1924, Јосиф Стаљин је постао вођа. Он је претворио земљу 1930-их у индустријску и војну силу. Снажно се супротстављала нацистичкој Немачкој све до августа 1939, када је дошло до мирних односа са Берлином у Пакту Молотов-Рибентроп . Москва и Берлин су споразумно извршили инвазију и поделили Пољску и балтичке државе. Пакт о ненападању је прекинут јуна 1941. када је нацистичка Немачка напала Совјетски Савез. Совјетске снаге су се умало срушиле када су Немци стигли до предграђа Лењинграда и Москве. Међутим, Совјетски Савез се показао довољно јаким да победи нацистичку Немачку, уз помоћ својих кључних савезника из Другог светског рата, Британије и Сједињених Држава. Совјетска армија је окупирала већи део источне Европе (осим Југославије) и све више контролисала владе.
Године 1945. СССР је постао једна од пет сталних чланица Савета безбедности Уједињених нација заједно са Сједињеним Државама, Британијом, Француском и Кином, дајући му право вета на било коју резолуцију Савета безбедности ( види Совјетски Савез и Уједињене нације ). До 1947. године, амерички и европски гнев због совјетске војне окупације источноевропских држава довео је до хладног рата, при чему је Западна Европа економски обновљена уз помоћ Маршаловог плана из Вашингтона. Противљење опасности од совјетске експанзије чинило је основу војног савеза НАТО- а 1949. године. Није било врућег рата, али се Хладни рат водио дипломатски и политички широм света од стране совјетских и НАТО блокова.
Кремљ је контролисао сателитске државе које је успоставио у деловима источне Европе које је окупирала његова војска 1945. године. Након што је елиминисао сву опозицију и очистио руководство, повезао их је са СССР-ом у економском смислу преко Саветa за узајамну економску помоћ, а касније и са војском кроз Варшавски пакт. Године 1948. односи са Југославијом су се распали због међусобног неповерења између Стаљина и Тита. Сличан разлаз догодио се и са Албанијом 1955. године. Као Југославија и Албанија, Кина никада није била под контролом Совјетске армије. Кремљ се колебао између две фракције које су се бориле у кинеском грађанском рату, али је на крају подржао победника, Мао Цедунга . Стаљин и Мао су подржали Северну Кореју у њеној инвазији на Јужну Кореју 1950. године. Али Сједињене Државе и Уједињене нације мобилисале су противсилу у Корејском рату (1950–1953). Москва је пружала ваздушну подршку, али не и копнене трупе; Кина је послала своју велику војску која је на крају зауставила рат. До 1960. неслагања између Пекинга и Москве су ескалирала ван контроле, а две нације су постале огорчени непријатељи у надметању за контролу комунистичких активности широм света.
Тензије између Совјетског Савеза и Сједињених Држава достигле су највиши ниво током Кубанске ракетне кризе 1962. године, у којој су совјетске ракете постављене на острво Куба у домету америчке територије. Ово је ретроспективно посматрано као најближе што је свет икада дошао до нуклеарног рата. Након што је криза решена, односи са Сједињеним Државама постепено су попуштали до 1970-их, достижући степен детанта пошто су и Москва и Пекинг тражили америчку наклоност.
Године 1979. СССР је успоставио комунистичку владу у Авганистану, али је била под тешким притиском и затражила је војну помоћ од Москве. Совјетска војска је интервенисала да подржи режим, али се нашла у великој конфронтацији. Председништво Роналда Регана у Сједињеним Државама обележило је противљење Совјетском Савезу и мобилисало је његове савезнике да подрже герилски рат против Совјета у Авганистану. Циљ је био да се створи нешто слично Вијетнамском рату, што би исцрпило совјетске снаге и морал. Када је Михаил Горбачов постао лидер Совјетског Савеза 1985. године, настојао је да реструктурише Совјетски Савез тако да личи на скандинавски модел западне социјалдемократије и тако створи економију приватног сектора. Он је повукао совјетске трупе из Авганистана 1989. и започео приступ без руку у односима СССР-а са његовим источноевропским сателитима. Ово је наишло на добар пријем у Сједињеним Државама, али је довело до отцепљења источноевропских сателита 1989. и коначног колапса и распада СССР-а 1991. године. Нова Русија, под Борисом Јељцином, наследила је Совјетски Савез.
Министарство спољних послова спроводило је спољну политику коју је одредио Стаљин, а после његове смрти Политбиро. Андреј Громико је скоро тридесет година (1957–1985) био министар спољних послова са најдужим стажом на свету.

## Идеологија и циљеви совјетске спољне политике
Према совјетским марксистичко-лењинистичким теоретичарима, основни карактер совјетске спољне политике је изнесен у Декрету о миру Владимира Лењина, који је усвојио Други конгрес Совјета у новембру 1917. Она је изнела двоструку природу совјетске спољне политике, која обухвата и пролетерски интернационализам и мирољубиву коегзистенцију . С једне стране, пролетерски интернационализам се односи на заједнички циљ радничке класе (или пролетаријата) свих земаља у борби за збацивање буржоазије и покретање комунистичке револуције. Мирна коегзистенција се, с друге стране, односи на мере за обезбеђивање релативно мирних односа између владе и капиталистичких држава. Обе политике се могу водити истовремено: „Миран суживот не искључује, већ претпоставља одлучно противљење империјалистичкој агресији и подршку народима који бране своје револуционарне добитке или се боре против страног угњетавања“.
Совјетска приврженост пролетерском интернационализму у пракси је опала од оснивања совјетске државе, иако је ова компонента идеологије још увек имала извесног утицаја на касније формулисање и спровођење совјетске спољне политике. Иако су прагматични разлози државности несумњиво чинили већи део новије совјетске спољне политике, идеологија класне борбе је и даље играла улогу у пружању погледа на свет и одређених лабавих смерница за деловање током 1980-их. Марксистичко-лењинистичка идеологија појачава друге карактеристике политичке културе које стварају став конкуренције и сукоба са другим државама.
Општи спољнополитички циљеви Совјетског Савеза били су формализовани у партијском програму који су ратификовали делегати на Двадесет седмом партијском конгресу у фебруару – марту 1986. Према програму, „главни циљеви и смернице међународне политике КПСС“ укључивали су обезбеђивање повољних спољних услова који су погодни за изградњу комунизма у Совјетском Савезу; отклањање опасности од светског рата; разоружање ; јачање светског социјалистичког система ; развијање равноправних и пријатељских односа са ослобођеним ( трећег света) земљама; мирна коегзистенција са капиталистичким земљама; и солидарност са комунистичким и револуционарно-демократским партијама, међународним радничким покретом и национално-ослободилачким борбама.
Иако су ови општи спољнополитички циљеви очигледно конципирани у смислу приоритета, нагласак и рангирање приоритета су се временом мењали као одговор на домаће и међународне подстицаје. Након што је Михаил Горбачов 1985. постао генерални секретар Комунистичке партије, на пример, неки западни аналитичари су у рангирању приоритета уочили могуће смањење совјетске подршке национално-ослободилачким покретима. Иако су нагласак и рангирање приоритета били подложни променама, два основна циља совјетске спољне политике остала су константна: национална безбедност (очување владавине Комунистичке партије кроз унутрашњу контролу и одржавање адекватних војних снага) и, од касних 1940-их, утицај на Источну Европу.
Многи западни аналитичари су испитивали начин на који је совјетско понашање у различитим регионима и земљама подржавало опште циљеве совјетске спољне политике. Ови аналитичари су оценили совјетско понашање током 1970-их и 1980-их као стављање примарног нагласка на односе са Сједињеним Државама, које се сматрало највећом претњом националној безбедности Совјетског Савеза. Други приоритет дат је односима са источном Европом (остале чланице Варшавског пакта) и западном Европом (европске чланице Северноатлантског пакта). Трећи приоритет дат је приморским или ближим државама дуж јужне границе Совјетског Савеза: Турској (чланица НАТО-а), Ирану, Авганистану, Кини, Монголији, Северној Кореји и Јапану . Регије у близини Совјетског Савеза, али не и на граници, добиле су четврти приоритет. То је укључивало Блиски исток, јужну Азију и Југоисточну Азију . Последњи приоритет је дат Африци, Океанији и Латинској Америци, осим у оној мери у којој су ови региони или пружали могућности за стратешко базирање или су се граничили са стратешким поморским мореузама или морским путевима. Генерално, совјетска спољна политика се највише бавила односима суперсила (и, шире, односима између чланица НАТО-а и Варшавског пакта), али су током 1980-их совјетски лидери тежили побољшању односа са свим регионима света као део својих спољнополитичких циљева.

## Kомесари и министри
Министарство иностраних послова — звано „Наркоминдел“ до 1949. — сачинило је документе о политици за одобрење Стаљина и Политбироа, а затим је послало њихова наређења совјетским амбасадама. Следеће особе су биле на челу Комесаријата/Министарства као комесари (наркоми), министри и заменици министара током совјетске ере:
| Име                                     | Портрет                                 | Почетак                                 | Крај                                    | Поседовање                              | Кабинет                                 |
| Народни комесар спољних послова РСФСР-а | Народни комесар спољних послова РСФСР-а | Народни комесар спољних послова РСФСР-а | Народни комесар спољних послова РСФСР-а | Народни комесар спољних послова РСФСР-а | Народни комесар спољних послова РСФСР-а |
| --------------------------------------- | --------------------------------------- | --------------------------------------- | --------------------------------------- | --------------------------------------- | --------------------------------------- |
| Лав Троцки                              |                                         | 8. новембар 1917.                       | 9. април 1918.                          | 152 дана                                | Лењин I                                 |
| Георгиј Чичерин                         |                                         | 9. април 1918.                          | 6. јул 1923.                            | 5 година, 88 дана                       | Лењин I                                 |
| Народни комесар спољних послова СССР-а  |                                         |                                         |                                         |                                         |                                         |
| Георгиј Чичерин                         |                                         | 6. јул 1923.                            | 21. јул 1930.                           | 7 година, 15 дана                       | Лењин II–Риков I                        |
| Максим Литвинов                         |                                         | 21. јул 1930.                           | 3. мај 1939.                            | 8 година, 286 дана                      | Молотов I                               |
| Вјачеслав Молотов                       |                                         | 3. мај 1939.                            | 15. март 1946.                          | 6 година, 305 дана                      | Молотов I–Стаљин I                      |
| Министар спољних послова СССР-а         |                                         |                                         |                                         |                                         |                                         |
| Вјачеслав Молотов                       |                                         | 19. март 1946.                          | 4. март 1949.                           | 2 године, 350 дана                      | Стаљин II                               |
| Андреј Вишински                         |                                         | 4. март 1949.                           | 5. март 1953.                           | 4 године, 1 дан                         | Стаљин II–Маленков I                    |
| Вјачеслав Молотов                       |                                         | 5. март 1953.                           | 1. јун 1956.                            | 3 године, 88 дана                       | Маленков I–Булганин I                   |
| Дмитри Шепилов                          |                                         | 1. јун 1956.                            | 15. фебруар 1957.                       | 259 дана                                | Булганин I                              |
| Андреј Громико                          |                                         | 15. фебруар 1957.                       | 2. јул 1985.                            | 28 година, 137 дана                     | Булганин I–Тихонов II                   |
| Едуард Шеварднадзе                      |                                         | 2. јул 1985.                            | 15. јануар 1991.                        | 5 година, 197 дана                      | Тихонов II–Павлов I                     |
| Александр Бесмертник                    |                                         | 15. јануар 1991.                        | 23. август 1991.                        | 220 дана                                | Павлов I                                |
| Борис Панкин                            |                                         | 28. август 1991.                        | 14. новембар 1991.                      | 78 дана                                 | Силајев I                               |
| Министар спољних односа СССР-а          |                                         |                                         |                                         |                                         |                                         |
| Едуард Шеварднадзе                      |                                         | 19. новембар 1991.                      | 25. децембар 1991.                      | 36 дана                                 | Силајев I                               |

Постојале су три различите фазе у совјетској спољној политици између завршетка Руског грађанског рата и нацистичко-совјетског пакта 1939. године, које су делом биле одређене политичким борбама унутар СССР-а, а делом динамичним развојем међународних односа и утицајем који су они имали на совјетску безбедност.
Лењин је, једном на власти, веровао да ће Октобарска револуција запалити светске социјалисте и довести до „светске револуције“. Лењин је основао Комунистичку интернационалу (Коминтерну) за извоз револуције у остатак Европе и Азије. Заиста, Лењин је кренуо да „ослободи“ целу Азију од империјалистичке и капиталистичке контроле. Прва фаза не само да је поражена у кључним покушајима, већ је наљутила друге силе својим обећањем да ће збацити капитализам.

### Светска револуција
Бољшевици су преузели власт у Русији у Октобарској револуцији у новембру 1917. године, али нису могли да спрече немачку царску армију да брзо напредује дубоко у Русију у операцији Фаустсцхлаг. Бољшевици су Русију видели само као први корак — планирали су да подстакну револуције против капитализма у свакој западној земљи. Непосредна претња је био незаустављив немачки напад. Немци су хтели да избаце Русију из рата како би могли да пребаце своје снаге на Западни фронт у пролеће 1918. пре него што се војници америчких експедиционих снага у потпуности распореде. Почетком марта 1918, након жучне унутрашње дебате, Русија је пристала на оштре немачке мировне услове у Брест-Литовском споразуму . Москва је изгубила контролу над балтичким државама, Пољском, Украјином и другим областима које су пре рата производиле већи део руских залиха хране, индустријске базе, угља и комуникационих веза са Западном Европом. “  Руски савезници Британија и Француска осећале су се изданима: „Споразум је био крајња издаја савезничког циља и посејао је семе за Хладни рат. Са Брест-Литовском је баук немачке доминације у источној Европи претио да постане стварност, а савезници су сада почели озбиљно да размишљају о војној интервенцији [у Русији]. „  Године 1918, Британија је послала новац и неке трупе да подржи антибољшевичку Белу армију, као и анти-бољшевичке покрете за независност на периферији бивше Империје. Француска, Јапан и Сједињене Државе су такође послале снаге да блокирају напредовање Немачке. У ствари, Савезници су помагали различите антибољшевичке снаге различитих националности и политичких опредељења. Грађански рат у Русији видео је некоординирани отпор бољшевицима са свих страна. Међутим, бољшевици су, управљајући јединственом командом са централне локације, поразили сву опозицију једну по једну и преузели пуну контролу над Русијом, као и освојили нове независне земље као што су Украјина, Грузија, Јерменија и Азербејџан . САД и Француска су одбиле да се обрачунају са совјетским режимом због његовог обећања да ће подржати револуције за свргавање влада свуда. Амерички државни секретар Бејнбриџ Колби изјавио је:
- Њихово [бољшевичко] схватање је да само постојање бољшевизма у Русији, одржавање њихове властите владавине, зависи, и мора и даље да зависи, од појаве револуција у свим другим великим цивилизованим нацијама, укључујући Сједињене Државе, које ће срушити и уништити њихове владе и успоставити бољшевичку власт уместо њих. Они су сасвим јасно ставили до знања да намеравају да користе сва средства, укључујући, наравно, дипломатске агенције, да промовишу такве револуционарне покрете у другим земљама.
Након што је Немачка поражена у новембру 1918. и совјетска Русија победила у грађанском рату, први приоритет Москве је био подстицање револуција широм Западне Европе, пре свега Немачке. То је била земља којој се Лењин највише дивио и којој је претпостављао да је најспремнија за револуцију. Лењин је такође подстицао револуције које су пропале у Немачкој, Баварској и Мађарској од 1918. до 1920. – ова подршка је била искључиво политичка и економска, а Црвена армија није учествовала у тим револуцијама. Године 1920. новоформирана држава Пољска проширила се на исток на бивше руске територије Украјине и Белорусије. Црвена армија је узвратила и напала Пољску, али је поражена изван Варшаве у августу 1920. Убрзо након тога, руска СФСР је затражила мир, који је потписан Ришким миром 18. марта 1921. године. Русија је надокнадила 30 милиона рубаља, као и значајну територију у Белорусији и Украјини, која ће касније бити поново припојена 1939. након немачко-совјетског пакта и касније инвазије на Пољску.
Независне револуције нису успеле да збаце капитализам. Москва се повукла из војне акције и основала Коминтерну, осмишљену да негује локалне комунистичке партије под контролом Кремља.

#### Америчка помоћ и руска глад 1921.
Под Хербертом Хувером, веома велика помоћ у храни је дистрибуирана Европи након рата преко Америчке администрације за помоћ . Године 1921, да би ублажио разорну глад у Русији коју је изазвала политика ратног комунизма совјетске владе, директор АРА у Европи, Волтер Лајман Браун, започео је преговоре са руским народним комесаром за спољне послове Максимом Литвиновим, у Риги, Летонија (у то време још није припојена СССР-у). Споразум је постигнут 21. августа 1921, а додатни споразум о спровођењу потписали су Браун и народни комесар за спољну трговину Леонид Красин 30. децембра 1921. године. Амерички Конгрес је одвојио 20.000.000 долара за помоћ у складу са руским Законом о помоћи глади од краја 1921. Хувер је јако мрзио бољшевизам и сматрао је да ће америчка помоћ показати супериорност западног капитализма и тиме помоћи у обуздавању ширења комунизма.
На свом врхунцу, АРА је запошљавала 300 Американаца, више од 120.000 Руса и хранила 10,5 милиона људи дневно. Руске операције предводио је пуковник Вилијам Н. Хаскел. Медицинско одељење АРА функционисало је од новембра 1921. до јуна 1923. и помогло је у превазилажењу епидемије тифуса која је тада пустошила Русију. Операције АРА за ублажавање глади текле су паралелно са много мањим менонитским, јеврејским и квекерским операцијама помоћи глади у Русији.
Операције АРА у Русији обустављене су 15. јуна 1923. након што је откривено да је Русија под Лењином обновила извоз жита.

### Успех у централној Азији и на Кавказу
Лењинови планови су пропали, иако је Русија успела да освоји централноазијске и кавкаске области које су биле део Руског царства . Револуционарна етапа је завршена након совјетског пораза у бици код Варшаве током Совјетско-пољског рата 1920–21. Како су европске револуције биле сломљене, а револуционарни жар јењавао, бољшевици су померили свој идеолошки фокус са светске револуције и изградње социјализма широм света на изградњу социјализма унутар Совјетског Савеза, док су задржали део реторике и операција Коминтерне. Средином 1920-их почела је да се појављује политика мирне коегзистенције, са совјетским дипломатама које су покушавале да окончају изолацију земље и склапале билатералне аранжмане са капиталистичким владама. Споразум је постигнут са Немачком, другом паријом у Европи, у Рапалском уговору 1922. У исто време потписан је Рапалски споразум којим је успостављен тајни систем за смештај великих капацитета за обуку и истраживање немачке војске и ваздухопловства, упркос строгим забранама Немачке у Версајском споразуму . Ови објекти су радили до 1933, а затим 1939–1941.
Совјетски Савез је финализирао споразум о пријатељству са Авганистаном, који је стекао пуну независност након Трећег англо-авганистанског рата . Авганистански краљ Аманулах Кан писао је Москви наглашавајући своју жељу за трајним пријатељским односима; Лењин је одговорио честитајући њему и Авганистанцима на одбрани. Совјети су видели могућности у савезу са Авганистаном против Уједињеног Краљевства, као што је коришћење исте као базе за револуционарно напредовање ка Индији коју контролишу Британци. Уговор о пријатељству је финализован 1921.

### Комунистичка интернационала
Комунистичка интернационала (Коминтерна), (1919–1943), била је међународна организација комунистичких партија . Наводно нова група која је заменила бившу Другу интернационалу након што се распала због Првог светског рата, служила је као продужетак совјетске спољне политике. Предводио га је Григориј Зиновјев (1919–26) са седиштем у Кремљу ; извештавала је Лењина и касније Стаљина. Лењин је националне огранке замишљао не као политичке партије, већ „као централизовани квази-религијски и квазивојни покрет посвећен револуцији и служби совјетске државе“. Коментатори су га упоредили са језуитским редом, са његовим заветом послушности. Координирао је различите стране на међународном плану и издавао наређења која су се повиновали. Коминтерна је на свом Другом конгресу одлучила да се „бори свим расположивим средствима, укључујући и оружану силу, за свргавање међународне буржоазије и стварање међународне совјетске републике као прелазне фазе ка потпуном укидању државе“. Та политика је убрзо одустала до 1921. јер је ометала одлуку да се траже пријатељски односи са капиталистичким народима. Нова економска политика код куће захтевала је трговину са Западом и банкарске кредите ако је било могуће. Главна препрека је било одбијање Москве да испоштује дугове из царске ере. Стаљин је званично распустио Коминтерну 1943. како би избегао антагонизацију својих нових савезника против Немачке, Сједињених Држава и Велике Британије.

### Стаљин: Социјализам у једној земљи
Троцки се залагао за наставак револуционарног процеса, у смислу своје теорије перманентне револуције. После Лењинове смрти 1924, Троцки је изгубио борбу за власт од Стаљина и Николаја Бухарина . Троцки је послат у изгнанство 1929. године, а 1940. је убијен по Стаљиновом наређењу.
Стаљинова главна политика био је социјализам у једној земљи. Фокусирао се на модернизацију Совјетског Савеза, развој производње, изградњу инфраструктуре и унапређење пољопривреде. Експанзија и ратови више нису били на дневном реду. Политика уједињеног фронта коју је спонзорисао Кремљ, са страним комунистичким партијама које су преузеле вођство у образовању и национално-ослободилачким покретима. Циљ је био супротстављање фашизму, посебно нацистичкој варијанти.
Врхунац Уједињеног фронта било је партнерство у Кини између Комунистичке партије Кине и националистичког Куоминтанга . Политика Уједињеног фронта у Кини се практично срушила 1927. године, када је вођа Куоминтанга Чанг Кај Шек масакрирао домаће комунисте и протерао све своје совјетске саветнике, посебно Михаила Бородина. Кратак рат је избио 1929. године када су се Совјети успешно борили да задрже контролу над Кинеском источном железницом у Манџурији.
Након што је победио све своје противнике са леве (предвођене Троцким и Григоријем Зиновјевом) и деснице (предвођених Бухарином), Стаљин је био у потпуности главни. Започео је масовну колективизацију совјетске пољопривреде, праћену масивним програмом планиране индустријализације .

### Респектабилност и нормални односи
После 1921. главни спољнополитички циљеви били су да велике силе третирају совјетску државу као нормалну земљу, да отворе трговинске односе и дипломатско признање. Није било више крсташког рата за светску револуцију: руководство Комунистичке партије почело је да схвата да међународна револуција неће доћи и да ће Совјетска Русија морати да постигне неки облик привременог прилагођавања „буржоаским“ капиталистичким земљама. Први пробој догодио се 1921. године са Англо-совјетским трговинским споразумом који је означавао де фацто признање РСФСР-а. Сједињене Државе су одбијале признање до 1933. године; међутим, Хенри Форд је, заједно са другим америчким предузетницима и корпорацијама, много инвестирао у Совјетски Савез, увозећи модерне технике управљања и нову индустријску технологију.
Георгиј Чичерин је био народни комесар за спољне послове Совјетске Русије (министар спољних послова) од 1918. до 1930. године. Радио је против Лиге народа и покушао је да намами Немачку Вајмарску Републику у савез са Москвом, чему је помогло његово блиско лично пријатељство са немачким амбасадором у Москви Улрихом фон Брокдорф-Ранцауом (на функцији: 1922–1928). Дипломатске тензије су допринеле ратном страху 1927.
Лига је уложила неколико напора да развије боље односе са Русијом, али су ти покушаји увек били одбијени: Совјети су Лигу сматрали једноставно савезом непријатељских, капиталистичких сила. СССР није тражио пријем у Лигу народа све до 1934. године, када се придружио уз француску подршку. Избачен је из Лиге 1939. након совјетске инвазије на Финску.

#### Рапалски уговор 1922
Конференција у Ђенови 1922. довела је Совјетски Савез и Немачку по први пут у преговоре са главним европским силама. Конференција је прекинута када је Француска инсистирала да Немачка плати више репарација и захтевала да Москва почне да отплаћује дугове из царске ере које је одбацила. Совјетска Русија и Немачка су обе земље биле парије, у које се није веровало. Решење за Совјете и вајмарске Немце било је да се окупе у оближњем летовалишту Рапалу у Италији, где су брзо преговарали о споразуму из Рапала из 1922. године . Они су у пријатељском споразуму направили чист раскид са прошлошћу, одбацивши све старе финансијске и територијалне обавезе и пристали на нормализацију дипломатских и економских односа. Тајно су две стране успоставиле разрађену војну сарадњу, а јавно је негирали. Ово је омогућило Немачкој да тајно обнови своју војску и ваздухопловство на локацијама у Совјетском Савезу, кршећи Версајски споразум из 1919.

#### Велика Британија

##### Трговина и признавање
По налогу Коминтерне, до 1937. године, 10% чланова Комунистичке партије Велике Британије је тајно деловало унутар Британске Лабуристичке партије, у кампањи да промени своју политику о припадности и да осмисли народни фронт. Лабуристичко руководство је узвратило и постало огорчени непријатељи комунизма. Када су лабуристи дошли на власт на општим изборима у Уједињеном Краљевству 1945. године, они су били све више непријатељски расположени према Совјетском Савезу и подржавали су Сједињене Државе.

##### Зиновјевљево писмо
Четири дана пре британских општих избора 1924. лондонске новине Дејли мејл објавиле су писмо Зиновјева. Овај документ, наводно директива Григорија Зиновјева, шефа Комунистичке интернационале у Москви, Комунистичкој партији Велике Британије, налаже јој да се укључи у побуњеничке активности. Предвиђено је да ће обнављање дипломатских односа (од стране лабуристичке владе) убрзати радикализацију британске радничке класе. Ово би представљало значајно мешање у британску политику, и као резултат тога, било је дубоко увредљиво за британске гласаче, окрећући их против Лабуристичке партије. Писмо је тада изгледало аутентично, али се историчари сада слажу да је то био фалсификат. Писмо је помогло Конзервативној партији под Стенлијем Болдвином, тако што је убрзало колапс гласања Либералне партије што је довело до клизишта конзервативаца против Лабуристичке партије Ремзија Мекдоналда . АЈП Таилор је тврдио да је најважнији утицај имао на психологију лабуриста, који су годинама касније кривили свој пораз за лошу игру, чиме су погрешно разумели политичке снаге на делу и одложили неопходне реформе у Лабуристичкој партији.

#### Сједињене Државе
Током 1920-их, републиканске администрације у Вашингтону одбиле су да признају совјетски режим. Међутим, неке америчке компаније, на челу са Хенријем Фордом, отвориле су блиске односе. Совјети су се веома дивили америчкој технологији и поздравили су помоћ у постизању амбициозних индустријских циљева Стаљиновог првог петогодишњег плана 1928–1932. Форд је градио модерне фабрике и обучавао совјетске инжењере. Председник Френклин Рузвелт признао је СССР 1933. године, у очекивању да ће трговина порасти и помоћи САД да изађу из економске депресије. Тај циљ се није остварио, али је Рузвелт одржавао добре односе са Москвом све до своје смрти 1945.

### Напад на социјалдемократске партије
Крајем 1920-их и почетком 1930-их, Стаљин је инсистирао на политици борбе против некомунистичких социјалистичких покрета свуда. Ова нова радикална фаза била је упоредна са формулисањем нове доктрине у Интернационали, доктрине такозваног Трећег периода, ултра-левице у политици, која је тврдила да је социјалдемократија, ма какав облик имала, облик социјалфашизма, социјалистичког у теорији, али фашистичког у пракси. Све стране комунистичке партије – све више агенти совјетске политике – требало је да концентришу своје напоре у борби против својих ривала у радничком покрету, игноришући претњу од стварног фашизма. Није требало бити уједињених фронтова против већег непријатеља.

#### Борба против социјалдемократије у Немачкој 1927–1932
У Немачкој, Стаљин је дао велики приоритет антикапиталистичкој револуцији у Немачкој. Његова немачка комунистичка партија (КПД) поделила је гласове радничке класе са умереном Социјалдемократском партијом . СПД је била историјска социјалдемократска партија у Немачкој, која је ублажила свој марксизам да би одбацила револуционарне циљеве и уместо тога се фокусирала на систематско побољшање стања радничке класе. Овај приступ је био у супротности са циљевима и уверењима КПД-а која је сматрала тако краткорочне уступке за рад који су служили само да се одложи револуција. У Рајхстагу, КПД је настојала да збаци вајмарску владу, коју је историјски контролисала умерена коалиција либерала, католика и социјалдемократа. Како је Нацистичка партија брзо расла током раних 1930-их, добијајући подршку међу протестантском радничком класом и финансијским капиталистима, овај систем је постајао све више поткопан од стране политичких екстремиста. Било је борби између КПД-а и нациста у немачким индустријским градовима. Међутим, након наглог ултралевог заокрета Комунистичке интернационале у свом трећем периоду од 1928. године, КПД је сматрала Социјалдемократску партију Немачке (СПД) својим главним противником и заузела став да је СПД главна фашистичка партија у Немачкој. Ово се заснивало на теорији социјалфашизма коју је прокламовао Јосиф Стаљин и коју је подржавала Коминтерна током касних 1920-их и раних 1930-их, која је сматрала да је социјалдемократија варијанта фашизма. Сходно томе, КПД је сматрао да је то „једина антифашистичка партија“ у Немачкој и навела да „борба против фашизма значи борбу против СПД-а исто колико и борбу против Хитлера и Бринингових партија“. У КПД и совјетској употреби, фашизам се првенствено посматрао као завршни стадијум капитализма, а не као посебна група или покрет као што су италијански фашисти или немачки нацисти и, на основу ове теорије, термин се примењивао прилично широко.
Полиција је 1929. године прекинула јавни првомајски митинг КПД-а у Берлину; У сукобу и нередима који су уследили, погинуле су 33 особе. РФБ је тада забрањен као екстремистички од стране владајућих социјалдемократа. Године 1930. КПД је успоставио де фацто наследника РФБ-а, познатог као Кампфбунд геген ден Фасцхисмус („Борбени савез против фашизма“). Крајем 1931. године, чланови Кампфбунд-а формирали су локалне јединице Ротер Массенселбстсцхутз („Самоодбрана Црвене масе“) као аутономне и лабаво организоване структуре под вођством, али ван формалне организације КПД-а, као део партијске политике уједињеног фронта да раде са другим групама радничке класе како би поразили „фашизам који партија тумачи“.
Током трећег периода, КПД је двосмислено гледала на Нацистичку партију. С једне стране, КПД је нацистичку партију сматрала једном од фашистичких партија. С друге стране, КПД је настојао да се апелује на Страсерите - крило нацистичког покрета користећи националистичке слогане. КПД је понекад сарађивао са нацистима у нападу на СПД. Године 1931. КПД се ујединила са нацистима, које су називали „друговима радног народа“, у неуспешном покушају да референдумом сруше државну власт СПД Пруске. У употреби Совјетског Савеза и Коминтерне и њених придружених партија у овом периоду, укључујући КПД, епитет фашистички је коришћен за описивање капиталистичког друштва уопште и практично било које антисовјетске или антистаљинистичке активности или мишљења.
Формирање Антифашистичке акције 1932. године наговестило је помак од политике Трећег периода, пошто је фашизам постао препознат као озбиљнија претња (две црвене заставе на његовом логотипу симболизују комунисте у јединству са социјалистима  ), што је довело до усвајања политике народног фронта и антифашистичких група 1934. и 1935. године. У октобру 1931. коалиција десничарских и крајње десних партија основала је Харцбуршки фронт, који се супротстављао влади Хајнриха Брининга из Партије центра. Као одговор, СПД и придружена група основали су Гвоздени фронт за одбрану либералне демократије и устава Вајмарске републике . Антифашистичка акција формирана је делимично као контра потез СПД-овом успостављању Гвозденог фронта, који је КПД сматрао „социјалфашистичком терористичком организацијом“. Међутим, од средине 1930-их, термин антифашист постао је свеприсутан у употреби Совјетског Савеза, Коминтерне и КПД-а, пошто је комунистима који су нападали демократске ривале сада речено да промене правац и ступе у коалицију са њима против фашистичке претње.
Према Џорџу Штајну, тајна велика војна сарадња између Русије и Немачке почела је почетком 1920-их. Обе стране су имале користи од оперативних активности у базама Липецк, Казањ и Торски. Када су Хитлер и његови нацисти дошли на власт 1933. године, сарадња је прекинута јер се Стаљин плашио опасне експанзионистичке политике нациста и ни он ни Хитлер неће ризиковати даљу сарадњу. Уместо тога, Стаљин је наредио Немцима да сарађују са СПД-ом, али је Хитлер брзо потиснуо обоје. Пошто је КПД уништен, неколико вођа је успело да побегне у изгнанство у Москву, од којих ће неки бити погубљени, а други постати вође Источне Немачке 1945. Истовремено у Немачкој, нацисти су потпуно уништили СПД, затварајући њене вође или их такође терајући у изгнанство.
Према историчару Ерику Д. Вајцу, 60% немачких изгнаника у Совјетском Савезу је ликвидирано током стаљинистичког терора и већи део чланова Политбироа КПД је умрло у Совјетском Савезу него у нацистичкој Немачкој. Вајц је такође приметио да је Стаљинова администрација предала Гестапоу стотине немачких држављана, већином комуниста.

### Популарни фронтови (1933–1939)
Комунисти и партије на левици били су све више угрожени растом нацистичког покрета. Хитлер је дошао на власт у јануару 1933. и брзо је консолидовао своју контролу над Немачком, уништио комунистичке и социјалистичке покрете у Немачкој и одбацио ограничења наметнута Версајским споразумом. Стаљин је 1934. преокренуо своју одлуку 1928. да нападне социјалисте и представио свој нови план: „народни фронт“. Била је то коалиција антифашистичких партија које су обично организовали локални комунисти који су деловали по инструкцијама Коминтерне. Нова политика је била да се ради са свим партијама на левици и центру у вишестраначкој коалицији против фашизма и посебно нацистичке Немачке. Нова парола је била: „Народни фронт против фашизма и рата“. Према овој политици, комунистичке партије су добиле инструкције да формирају широке савезе са свим антифашистичким партијама са циљем обезбеђивања друштвеног напретка код куће и војног савеза са СССР-ом да изолују фашистичке диктатуре. Тако формирани „народни фронтови” показали су се успешним у само неколико земаља, и то само по неколико година, формирајући владу у Француској, Чилеу и Шпанији, а такође и у Кини. На другом месту то није био политички успех. Приступ Народног фронта одиграо је велику улогу у покретима отпора у Француској и другим земљама које је Немачка освојила после 1939. После рата играо је велику улогу у француској и италијанској политици. 
Руку под руку са промоцијом Народних фронтова, Максим Литвинов, совјетски комесар за спољне послове између 1930. и 1939. године, имао је за циљ ближи савез са западним владама и стављао је све већи нагласак на колективну безбедност. Нова политика је довела до придруживања Совјетског Савеза Лиги народа 1934. и накнадних пактова о ненападању са Француском и Чехословачком. У Лиги, Совјети су били активни у тражењу акције против империјалистичке агресије, што је била посебна опасност за њих након јапанске инвазије на Манџурију 1931. године, која је на крају резултирала совјетско-јапанском битком на Халхин Голу.
Игноришући споразум који је потписао да би избегао учешће у Шпанском грађанском рату, СССР је послао оружје и трупе и организовао добровољце да се боре за републичку владу. Комунистичке снаге су систематски убијале своје старе непријатеље шпанске анархисте, иако су били на истој страни републиканаца. Шпанска влада је послала целу своју ризницу у Москву на чување, али никада није враћена.
Минхенски споразум из 1938. године, прва фаза у распарчавању Чехословачке, изазвао је совјетске страхове да ће они вероватно бити напуштени у могућем рату са Немачком.
Суочени са непрестаним развлачењем и наизглед безнадежним преговорима са Британијом и Француском, нови цинизам и тврдоћа ушли су у совјетске спољне односе када је Литвинова у мају 1939. заменио Вјачеслав Молотов .

#### Савез са Француском
До 1935. Москва и Париз су идентификовали нацистичку Немачку као главну војну, дипломатску, идеолошку и економску претњу. Немачка би вероватно могла да победи сваког појединачно у рату, али би избегла рат на два фронта против обојице истовремено. Решење је, дакле, био војни савез. Њу је настојао Луј Барту, француски министар спољних послова, али је убијен у октобру 1934. и његов наследник, Пјер Лавал, био је склонији Немачкој. Међутим, након проглашења немачког поновног наоружавања у марту 1935, француска влада је приморала невољног Лавала да закључи споразум. Написана 1935. године, ступила је на снагу 1936. године. И Париз и Москва су се надали да ће се друге земље придружити и Чехословачка да потпишу споразуме и са Француском и са Совјетским Савезом. Праг је желео да искористи СССР као противтежу растућој снази нацистичке Немачке. Пољска би такође могла бити добар партнер, али је одбила да се придружи. Војне одредбе су биле практично бескорисне због више услова и захтева да Уједињено Краљевство и фашистичка Италија одобре било какву акцију. Ефикасност је још више нарушена упорним одбијањем француске владе да прихвати војну конвенцију која предвиђа начин на који ће две војске координирати акције у случају рата са Немачком. Резултат је био симболични пакт о пријатељству и узајамној помоћи који није имао никакве последице осим подизања престижа обе стране.
Уговор је означио велики заокрет у совјетској политици у Коминтерни са проревизионистичког става против Версајског споразума на спољну политику више оријентисану на запад, коју је заступао Максим Литвинов . Хитлер је правдао ремилитаризацију Рајнске области ратификацијом уговора у француском парламенту, тврдећи да се осећа угроженим пактом. Међутим, након 1936. године, Французи су изгубили интересовање, а све стране у Европи су схватиле да је споразум заправо мртво слово на папиру. Политика помирења премијера Британије и Француске, Невила Чемберлена и Едуарда Даладијеа, била је широко распрострањена јер је изгледа обећавала оно што је Чемберлен назвао „миром за наше време“. Међутим, почетком 1939. било је јасно да је то додатно подстакло нацистичку агресију.
Совјетски Савез није био позван на критичну Минхенску конференцију крајем септембра 1938. године, где су Британија, Француска и Италија умириле Хитлера попуштајући његовим захтевима да заузму Судете, подручје западне Чехословачке на којем се углавном говори немачки. Неповерење је било велико у свим правцима. Лидери у Лондону и Паризу сматрали су да Стаљин жели да види велики рат између капиталистичких нација Немачке с једне стране и Британије и Француске с друге стране, како би унапредио изгледе за револуцију радничке класе у Европи. У међувремену, Стаљин је осећао да западне силе планирају да увуку Немачку и Русију у рат како би очувале буржоаски капитализам. Након што је Хитлер преузео целу Чехословачку 1939. године, доказујући да је смиривање представљало катастрофу, Британија и Француска покушале су да укључе Совјетски Савез и прави војни савез. Њихови покушаји су били узалудни јер је Пољска одбила да дозволи било какве совјетске трупе на свом тлу.

### Дипломате очишћене
У периоду 1937–1938, Стаљин је преузео потпуну личну контролу над партијом тако што је очистио и погубио десетине хиљада високих и средњих партијских функционера, посебно старих бољшевика који су се придружили пре 1917. Читава дипломатска служба је смањена; многа конзуларна представништва у иностранству су затворена, а стављена су ограничења на активности и кретање страних дипломата у СССР-у. Отприлике трећина свих званичника министарства спољних послова је убијена или затворена, укључујући 62 од 100 највиших званичника. Кључна места амбасадора у иностранству, попут оних у Токију, Варшави, Вашингтону, Букурешту и Будимпешти, била су упражњена.

### Пакт о ненападању са Немачком (1939–1941)
У периоду 1938–1939, Совјетски Савез је покушао да формира јаке војне савезе са непријатељима Немачке, укључујући Пољску, Француску и Велику Британију, али су сви одбили. У настојању да изгради совјетску војску, Стаљин је склопио пакт о ненападању са Хитлером, заједно са тајним протоколом, а две земље су извршиле инвазију и поделиле Пољску . Совјетски Савез је додатно извршио инвазију и анексију балтичких држава, као и напао Финску у Зимском рату, због чега је СССР избачен из Лиге народа. Убрзо након пакта, Немачка је напала Пољску 1. септембра 1939. Стаљинова инвазија на Буковину 1940. прекршила је пакт јер је превазишла совјетску сферу утицаја која је била договорена са Осовином. Немачко-совјетски пакт предвиђао је велику продају руског жита и нафте Немачкој, док би Немачка делила своју војну технологију са Совјетским Савезом. Пакт Молотов-Рибентроп који је уследио запрепастио је свет и наговестио да ће рат почети врло брзо. Француски историчар Франсоа Фуре каже: „Пакт који су у Москви потписали Рибентроп и Молотов 23. августа 1939. инаугурисао је савез између СССР-а и нацистичке Немачке. Он је представљен као савез, а не само пакт о ненападању. Други историчари оспоравају карактеризацију овог уговора као „савеза“, јер је Хитлер тајно намеравао да изврши инвазију на СССР у будућности.

## Другои светски рат
Стаљин је контролисао спољну политику Совјетског Савеза, са Вјачеславом Молотовом као министром спољних послова. Њихова политика била је неутралност до августа 1939. године, праћена пријатељским односима са Немачком у циљу распарчавања источне Европе. СССР је помагао у снабдевању Немачке нафтом и муницијом док су се њене армије кретале по Западној Европи у периоду од маја до јуна 1940. Упркос поновљеним упозорењима, Стаљин је одбио да верује да Хитлер планира свеобухватни рат против СССР-а. Стаљин је био запањен и привремено беспомоћан када је Хитлер извршио инвазију јуна 1941. Стаљин се брзо помирио са Британијом и Сједињеним Државама, зацементирани низом састанака на врху. САД и Британија су испоручивале ратни материјал у великим количинама путем Ленд Леасе-а . Постојала је одређена координација војних акција, посебно у лето 1944. године. На крају рата централно питање је било да ли ће Стаљин дозволити слободне изборе у источној Европи.

## Хладни рат (1947–1991)

### Европа
Совјетски Савез је изашао из Другог светског рата разорен у људском и економском смислу, али знатно проширен по површини. У војном смислу, била је једна од две велике светске силе, позиција која се одржавала четири деценије кроз своју хегемонију у источној Европи, војну снагу, ангажовање у многим земљама преко локалних комунистичких партија и научна истраживања, посебно оружја, оружја и свемирске технологије. Напори СССР-а да прошири свој утицај или контролу над многим државама и народима резултирали су значајним отпором Запада. Основан 1949. године као економски блок комунистичких земаља на челу са Москвом, Савет за међусобну економску помоћ служио је као оквир за сарадњу између планираних економија Совјетског Савеза, његових сателитских држава у Источној Европи и, касније, совјетских савезника у Трећем свету . Војни пандан Цомецон-у био је Варшавски пакт.
Совјетски Савез се концентрисао на сопствени опоравак. Запленила је и пренела већину немачких индустријских погона и тражила ратну одштету од Источне Немачке, Мађарске, Румуније и Бугарске, користећи заједничка предузећа у којима је доминирао Совјетски Савез. Користила је трговинске аранжмане намерно осмишљене да фаворизује Совјетски Савез. Москва је контролисала комунистичке партије које су владале сателитским државама и оне су следиле наређења Кремља. Историчар Марк Крамер закључује:
Нето одлив ресурса из источне Европе у Совјетски Савез износио је приближно 15 до 20 милијарди долара у првој деценији након Другог светског рата, износ који је отприлике једнак укупној помоћи коју су Сједињене Државе пружиле западној Европи у складу са Маршаловим планом.
Москва је сматрала да је источна Европа тампон зона за напредну одбрану својих западних граница и осигурала је своју контролу над регионом претварајући источноевропске земље у потчињене савезнике. Године 1956. совјетске трупе су сломиле народни устанак у Мађарској и поново су деловале 1968. како би окончале покушаје реформи чехословачке владе у Прашком пролећу. Обе земље су биле чланице Варшавског пакта: Поред војне окупације и интервенције, Совјетски Савез је контролисао источноевропске државе кроз своју способност да снабдева или задржи виталне природне ресурсе.

### Шпијунажа
Све стране у Хладном рату су се бавиле шпијунажом. Совјетски КГБ („Комитет за државну безбедност“), биро одговоран за спољну шпијунажу и унутрашњи надзор, био је познат по својој ефикасности. Најпознатија совјетска операција укључивала је његове атомске шпијуне који су доставили кључне информације из пројекта Манхаттан Сједињених Држава, навевши СССР да детонира своје прво нуклеарно оружје 1949. године, четири године након америчке детонације и много раније него што се очекивало.  Огромна мрежа доушника широм Совјетског Савеза коришћена је за праћење неслагања од званичне совјетске политике и морала.
Историчар Рејмонд Л. Гартхоф закључује да је вероватно постојао паритет у квантитету и квалитету тајних информација које су обе стране добиле. Совјети су вероватно имали предност у смислу ХУМИНТ-а (шпијунаже) и „понекад у свом домету до високих политичких кругова“. Да ли је било важно? Што се тиче одлучујућег утицаја, Гартхофф закључује:
Такође сада можемо имати велико поверење у процену да није било успешних „кртица“ на нивоу политичког одлучивања ни на једној страни. Слично томе, нема доказа, ни на једној страни, о било каквој великој политичкој или војној одлуци која је прерано откривена шпијунажом и осујећена од стране друге стране. Такође нема доказа о некој великој политичкој или војној одлуци на коју је кључно утицао (а још мање генерисан) агент друге стране.
У смислу утицаја обавештајних података на националну политику, нису били толико важни ситни детаљи или хватање строго поверљивих планова. Уместо тога, свака већа земља користила је своје обавештајне службе да би развила сложене слике својих противника и да предвиди највишем руководству шта ће следеће урадити.
СССР и Источна Немачка показали су се посебно успешним у постављању шпијуна у Британију и Западну Немачку . Москва углавном није била у стању да понови своје успехе од 1933. до 1945. године у Сједињеним Државама. НАТО је, с друге стране, такође имао неколико значајних успеха, од којих је Олег Гордијевски био можда најутицајнији. Био је виши официр КГБ-а који је био двоструки агент у име британске МИ6, пружајући ток висококвалитетних обавештајних података који су имали важан утицај на размишљање Маргарет Тачер и Роналда Регана 1980-их. Приметио га је Олдрич Ејмс, совјетски агент који је радио за ЦИА, али је успешно избачен из Москве 1985. Биограф Бен Мекинтајер тврди да је он био највредније људско богатство Запада, посебно због његовог дубоког психолошког увида у унутрашње кругове Кремља. Он је убедио Вашингтон и Лондон да је жестина и ратоборност Кремља производ страха и војне слабости, а не порив за освајањем света. Тачер и Реган су закључили да могу да ублаже сопствену антисовјетску реторику, као што се успешно догодило када је Михаил Горбачов преузео власт, чиме је окончан Хладни рат.

### Африка
Стаљин је ставио Африку на веома низак приоритет и обесхрабрио односе или проучавање континента. Међутим, процес деколонизације 1950-их и раних 1960-их отворио је нове могућности, које је совјетски лидер Никита Хрушчов био спреман да искористи.
Кремљ је развио четири главна дугорочна циља политике:
- да стекну трајно присуство на континенту,
- да добијем глас у афричким пословима,
- да поткопа утицај Запада/НАТО, посебно идентификујући капитализам са западним империјализмом,
- а после 1962. године се жестоко борила да спречи Народну Републику Кину да развије сопствено супротстављено присуство.

Москва ни у једном тренутку није била вољна да се упусти у борбу у Африци, иако је њен савезник Куба то учинио. Заиста, Кремљ је у почетку претпоставио да ће се руски модел социјализованог развоја показати привлачним Африканцима жељним модернизације. То се није догодило, и уместо тога, Совјети су нагласили да идентификују вероватне савезнике и да им дају финансијску помоћ и муницију, као и кредите за куповину од совјетског блока. Иако су неке земље постале савезници на неко време, укључујући Анголу, Сомалију и Етиопију, везе су се показале привременим. Са распадом Совјетског Савеза 1991. године, руски утицај је увелико опао.

### Блиски исток и северна Африка

#### Односи са Израелом
Првих година Израел је желео да остане у добрим односима са СССР-ом, али након што је антисемитизам у СССР-у порастао и израелско јавно мњење се окренуло против СССР-а, односи су се променили. Израелска влада је још увек оклевала да промени свој став о СССР-у, као што је показао познати израелски амбасадор у УН и политичар по имену Аба Ебан који је рекао да Америка жели да дода свој, „... гласан и снажан глас онима који омаловажавају Совјетски Савез заједно са читавим пропагандистичким политичким спектром широм света“. Први извор напетости у односима између Израела и Совјетског Савеза догодио се 9. фебруара 1953. (четири недеље пре смрти Јосифа Стаљина), када је СССР прекинуо односе са Израелом . СССР је искористио инцидент са бомбом против совјетске мисије у Тел Авиву као изговор за прекид односа и тврдио да је влада одговорна. Израелска влада је ову вест примила са шоком и забринутошћу. Ово је био први прекид дипломатских односа који је Израел доживео са суперсилом. Постоји општи консензус да су израелске оптужбе против завере лекара СССР-а и жеља јавности за побољшањем совјетских Јевреја били одлучујући фактори. Без жестоког непријатељства Израела према лажним тврдњама о завери лекара, Совјетски Савез највероватније не би прекинуо односе. Након раскида, Израел је наставио да говори против завере лекара и успешно је привукао међународну пажњу.
После Стаљинове смрти 1953. године, спољна политика Совјетског Савеза била је мање непријатељска. Нови совјетски премијер Вјачеслав Молотов представио је нову политику отворености и мирољубивости. Ова нова политика инспирисала је Израел да поново започне односе са СССР-ом, под условом да Израел више неће јавно критиковати СССР, посебно у погледу совјетских Јевреја. Москва је почела да подржава арапске државе у арапско-израелском сукобу како би овај сукоб искористила за сопствену конфронтацију са Западом.
Дана 2. фебруара 1958. Египат и Сирија су прогласили оснивање заједничке федерације: Уједињене Арапске Републике. Њихов главни циљ је био уништење Израела. 1955. СССР је склопио уговор о оружју са Египтом. Ово је разбеснело Израел. Док је Британија стала на страну САД и пристала да ускрати даље финансирање изградње египатске Асуанске бране у јулу 1956., Британија је такође била бесна због те акције и веровала је да је америчко повлачење помоћи отворило совјетски продор у Египат. И Британија и Израел сада виде Египат као претњу регионалној стабилности.
Суецка криза се догодила у другој половини 1956. године. У то време Британија, Француска и Израел су извршили инвазију на Египат, тврдећи да штите Суецки канал . СССР је овај догађај видео као претњу својој безбедности и међународном престижу од стране Запада. Британија и Француска изгубиле су престиж када су се Сједињене Државе успротивиле инвазији и присилиле на повлачење. Суецка криза је била први сукоб безбедносних интереса Израела и стратешких интереса СССР-а на Блиском истоку.
Дана 5. јуна 1967. године почео је Шестодневни рат. Совјетски Савез је одмах отишао у Уједињене нације да заустави рат и уклони израелске снаге са границе. СССР је запретио прекидом односа са Израелом. СССР никада није желео да дође до рата на Блиском истоку. До 10. јуна Совјетски Савез је запретио војном интервенцијом ако Израел не заустави напредовање према Сирији.
У марту 1985. године Михаил Горбачов је постао генерални секретар КПСС, ау априлу је прогласио Перестројку . Прошло је више од 6 година пре него што је Москва пристала да обнови дипломатске односе са Израелом 19. октобра 1991. године, само 2 месеца пре распада СССР-а.

##### Шестодневни рат против Израела
Током Шестодневног рата, Уједињена Арапска Република је тражила од Совјетског Савеза још оружја, али је Совјетски Савез одбио његов захтев јер је желео да се рат заврши. Рат је завршен поразом УАР-а и Сирије 10. јуна. Међутим, када се рат завршио, Совјетски Савез је био задовољан стањем на Блиском истоку и дао оружје Арапима како би поправио односе са њима. За Совјетски Савез, пораз је значио да је његов положај на Блиском истоку био нарушен, а његово оружје и војна обука добили су лошу репутацију. Након овог губитка, Гамал Абдел Насер је пристао да дозволи Совјетима да задрже војне базе у земљи.

#### Египат
Египат је 1955. склопио уговор о оружју са Чехословачком . Ово је технички био договор између Египта и Совјетског Савеза јер је Чехословачка имала совјетско оружје. У овом тренутку, Египат је био неутралан према Совјетском Савезу и склопио је договор да манипулише Сједињеним Државама да му дају финансијску помоћ. Споразум о оружју био је први корак Совјетског Савеза у стварању односа са арапским државама и стицању упоришта на Блиском истоку ради експанзије и доминације.
Амерички државни секретар Џон Фостер Далс био је дубоко сумњичав према египатском председнику Гамалу Абделу Насеру, за кога је веровао да је непромишљен и опасан националиста . Међутим, након договора Египта о наоружању са Чехословачком, други у Ајзенхауеровој администрацији убедили су Далеса да би америчка помоћ могла да повуче Насера из његових односа са Совјетским Савезом и спречи раст совјетске моћи на Блиском истоку. У децембру 1955, секретар Далес је објавио да Сједињене Државе, заједно са Великом Британијом, пружају скоро 75 милиона долара иностране помоћи Египту за помоћ у изградњи Асуанске бране на реци Нил . Као одговор на Насерове све веће нападе на западни колонијализам и империјализам и наставак савезништва Египта са Совјетским Савезом, Британија и Сједињене Државе повукле су средства за Асуанску брану у јулу 1956. Та акција је довела Египат даље ка савезу са Совјетским Савезом и била је фактор који је допринео Суецкој кризи касније 1956. Насер је одговорио на смањење помоћи национализацијом Суецког канала и Совјети су тада пожурили у помоћ Египту; Асуанска брана је званично отворена 1964.
Током Суецке кризе 1956. Совјетски Савез је стао на страну Египта. СССР је сматрао да је национализација Суецког канала важна за уклањање западног утицаја са Блиског истока. Поред тога, Совјетски Савез је био вољан да финансира Египат јер је заузврат добио приступ лукама топле воде, које су му очајнички биле потребне за ширење свог утицаја. Иако је амерички председник Двајт Д. Ајзенхауер такође био бесан због инвазије и успешно је окончао Суецку кризу притиском на инвазионе снаге да се повуку из Египта до почетка 1957, Сједињене Државе су наставиле да одржавају добре односе са Британијом, Француском и Израелом и настојале су да ограниче совјетски утицај на односе са Блиском Истоком, тако да је Дасерма3 на тај начин ограничила свој утицај на Блиски исток. године. Настављајући да се приклони Египту, Совјетски Савез је стекао већи престиж на Блиском истоку и успео да застраши свог противника суперсилу, Сједињене Државе. Насеров пан-арапски утицај проширио се по Блиском истоку и убрзо је стекао популаран имиџ међу онима који су се бунили западног колонијализма. Упркос свом савезу са Совјетским Савезом, Насер неће потписати пакт о војном савезу са нацијом; уложио напоре да спречи ширење комунизма и других страних утицаја широм арапског региона формирањем грађанске уније са Сиријом познате као Уједињена Арапска Република (УАР) – нације којој се надао да ће јој се на крају придружити и друге арапске државе – 1958. године; и био је оснивач Покрета несврстаних 1961. године; иако је унија са Сиријом пропала 1961, Египат би још неко време био званично познат као Уједињена Арапска Република.

##### Египат и Израел
До 1969. Насер је склопио савез са јорданским краљем Хусеином и почео да се креће ка цементирању мира са Израелом у замену за повратак Синајског полуострва и формирање палестинске државе у Појасу Газе и Западној обали . 28. септембра 1970. Насер је преминуо од срчаног удара и наследио га је његов потпредседник Анвар Садат . Иако је Садат настојао да одржи добре односе са Совјетским Савезом, он је такође био спреман да размотри економску помоћ од нација изван арапског региона и Источног блока . Године 1971. Садат је, надајући се да ће помоћи националној економији да се опорави од губитака у Шестодневном рату, званично променио назив УАР у Египат и потписао Уговор о пријатељству и сарадњи са Совјетским Савезом. 1972. године, међутим, правац совјетско-египатских односа се драматично променио када је Садат наредио совјетском војном особљу да напусти земљу. Током остатка 1970-их, Садат је развио јаке односе са западним силама, поништио је египатски Уговор о пријатељству и сарадњи са Совјетским Савезом у марту 1976. године, склопио мир са Израелом у марту 1979. након споразума из Кемп Дејвида — где је договорено да Израел напусти Синајско полуострво, чинећи зону која се налази на полуострву Синај, чиме се зону за коју Египат неће тражити у замену за демили Палестинска држава у Појасу Газе и Западној обали у замену за годишњу економску и војну помоћ Сједињених Држава—и удаљила Египат од Совјетског Савеза. Совјетски Савез се сада фокусирао на изградњу односа са своја три главна савезника на Блиском истоку: Сиријом, Ираком и Палестинском ослободилачком организацијом (ПЛО).

#### ПЛО
Године 1964. Насер и друга Арапска лига на Самиту у Каиру 1964. покренули су стварање Палестинске ослободилачке организације која би представљала палестински народ. Упркос успостављању веза са новом организацијом, совјетска влада се такође плашила да ће ПЛО ослабити њихов утицај у арапском региону и реаговала је са скептицизмом према вођству групе. Међутим, након Шестодневног рата, совјетски утицај би се додатно повећао у арапском региону и ПЛО би следио његов пример. У марту 1968. године, Јасер Арафат и његова организација Фатах стекли су међународну пажњу и популарност у арапском региону када су се упустили у велику битку са Израелским одбрамбеним снагама код града Караме у Јордану, у којој је убијено 150 Палестинаца и 29 Израелаца. Два месеца касније, Фатах ће се придружити ПЛО, а Арафат је именован за председника организације. Под Арафатовим вођством, фаворизовање према СССР-у је чврсто успостављено у редовима ПЛО-а и организација је често куповала војну опрему источног блока за извођење спорадичних терористичких напада на Израел.
Совјети су 1972. прогласили ПЛО авангардом арапског ослободилачког покрета. Ипак, Совјети су и даље одбијали да дозволе ПЛО-у да утиче на њихов положај у арапско-израелском мировном процесу и настојали су да изнесу сопствене предложене резолуције пред Савет безбедности УН . У септембру 1978. године, међутим, совјетски утицај на арапско-израелски мировни напредак значајно је ослабио након што су се Египат и Израел договорили да склопе мир једни са другима током споразума из Кемп Дејвида . После тога, совјетски генерални секретар Леонид Брежњев је изјавио да „постоји само један пут“ до стварног решења, „пут потпуног ослобођења свих арапских земаља које је Израел окупирао 1967. године, пуног и недвосмисленог поштовања законитих права арапског народа Палестине, укључујући право на стварање сопствене независне државе“. На крају Арафатове посете Москви, од 29. октобра до 1. новембра 1978, совјетске власти су коначно признале ПЛО као „јединог легитимног представника палестинског народа“.

#### Сирија
Године 1966. Арапска социјалистичка партија Баас – Регион Сирије је добила власт у државном удару и намеравала је да сарађује са СССР-ом. Совјетски Савез је био спреман да уложи све напоре да гарантује стабилност новог режима у Сирији како би имао подршку комунистичког режима на Блиском истоку. Када је овај режим дошао на власт, активност СССР-а на Блиском истоку се интензивирала. СССР је охрабривао нови сиријски режим и опомињао Израел. СССР је желео да стекне већу доминацију на Блиском истоку, па је заоштрио арапско-израелски сукоб. Међутим, Совјетски Савез није желео рат, па је деловао да пацификује политику Израела према Сирији. СССР је желео да буде једини бранилац арапског света и чинио је све што је било у његовој моћи да повећа зависност арапских држава.
Сирија је 7. априла 1967. извршила терористичке нападе на Израел. Напади су били усмерени на израелски трактор који обрађује земљиште у демилитаризованој области на сиријско-израелској граници . Сирија и Израел су цео дан размењивали ватру. На крају битке, Израел је оборио седам авиона сиријског ратног ваздухопловства совјетске производње. Ово је била прва ваздушна битка између два народа. СССР је подржавао сиријске нападе и за насилне акте окривио Израел. Сирија није оклевала да делује јер је веровала да ће је друге арапске државе подржати, а Израел није био у стању да је победи. У УАР-у, СССР је мотивисао Насера да снаге УН напусте Синајско полуострво и Појас Газе и да блокирају Тирански мореуз . Попут Насера, СССР није веровао да ће Израел сам започети рат. Чак и да је Израел напао, мало је вероватно да би Израел био способан да победи арапске државе. Сирија је веровала да би уз помоћ УАР-а могла да победи Израел. СССР је 11. маја упозорио УАР да се израелске трупе окупљају на граници са Сиријом и да је инвазија планирана од 18. до 22. маја. У то време СССР је такође почео да објављује оптужбе против Израела како би учврстио одбрамбено јединство УАР-а и Сирије.

##### Сирија после 1966
Од 1966. године  Сирија је већину своје војне опреме добила од Совјетског Савеза. 1971. године, када је командант сиријског ратног ваздухопловства Хафез ал-Асад постао председник Сирије путем државног удара, одлучио је да одржи стратешку политику блиске сарадње са Совјетским Савезом. Исте године, Асад је пристао да дозволи совјетском војном особљу да задржи поморску базу у Тартусу. У фебруару 1972. Сирија је потписала мировни и безбедносни пакт са Совјетским Савезом као средство за јачање своје одбрамбене способности. Москва је током године испоручила Дамаску више од 135 милиона долара совјетског оружја. Сирија је 1980. потписала Уговор о пријатељству и сарадњи са Совјетским Савезом.
Тајни протокол уз уговор наводно је детаљно навео совјетске војне обавезе према Сирији и дао СССР-у на власт да наложи слање совјетских трупа у Сирију у случају израелске инвазије. Сиријски министар одбране Мустафа Тлас упозорио је 1984. да ће Совјетски Савез послати две совјетске ваздушно-десантне дивизије у Сирију у року од осам сати у случају сукоба са Израелом. Тлас је такође изјавио да ће Совјетски Савез користити нуклеарно оружје да заштити Сирију. Тласове изјаве, међутим, Совјетски Савез није подржао. Сиријско-совјетска нуклеарна сарадња била је ограничена на споразум из фебруара 1983. о сарадњи и размени у мирољубиве сврхе. Поред ПЛО-а, Сирије и Ирака, Совјетски Савез је такође развио добре односе са Либијом, Јеменском Арапском Републиком и Јужним Јеменом .

#### Ирак
Између 1958. и 1990. совјетско-ирачки односи су били веома јаки. Совјетски Савез је успоставио дипломатске односе са Краљевином Ираком 9. септембра 1944. Режим краља Фејзала II био је антикомунистички и успоставио је везе са Москвом само због њене зависности од Уједињеног Краљевства и Англо-совјетског споразума из 1942. године. У јануару 1955. совјетска влада је критиковала одлуку Ирака да се придружи Багдадском пакту, што је довело до прекида дипломатских односа са Совјетима. Након што је Фејсал II свргнут у војном удару 14. јула 1958. године, новопроглашена Република Ирак на челу са генералом Абд ал-Каримом Касимом поново је успоставила односе са Совјетским Савезом, а Совјетски Савез је почео да продаје оружје Ираку. 1967. Ирак је потписао споразум са СССР-ом о снабдевању нације нафтом у замену за широки приступ наоружању источног блока. 1972. Ирак, до сада најближи арапски савезник Москве, потписао је Уговор о пријатељству и сарадњи са Совјетским Савезом.

#### Јемен
Совјетски Савез је био међу првом групом нација која је признала Северни Јемен након његове независности од Отоманског царства 1918. 27. децембра 1962. године склопљена су два уговора између две земље, за израду студије за економске пројекте и коришћење земљишта и подземних вода. Совјетска влада је 1963. именовала првог амбасадора у Јеменској Арапској Републици (ЈАР) у Сани. У септембру 1963. Руси су завршили изградњу међународног аеродрома Аррахаба. 21. марта 1964. године, председник ИАР Абдулах Асалал је био у првој посети Москви. Посета је резултирала потписивањем уговора о пријатељству између две земље, поред успостављања економских и војних односа.
Совјетски Савез је 1967. одмах признао Јужни Јемен након што је стекао независност од Британије. Јужни Јемен је 1969. године постао прва и једина комунистичка нација на Блиском истоку. Неприхваћен од муслиманских земаља у региону, Јужни Јемен се ослањао на помоћ комунистичких нација и дозволио Совјетима да задрже поморске базе у земљи. Године 1972, након што је избио рат између две суседне јеменске државе, Јеменска Арапска Република и Јужни Јемен пристали су да се коначно уједине. У октобру 1979. Совјетски Савез и Јужни Јемен су званично потписали Уговор о пријатељству и сарадњи. Упркос помоћи коју је сада добијала од Сједињених Држава након кратког сукоба са Јужним Јеменом између 1978. и 1979. Јеменска Арапска Република није раскинула са Совјетима  и касније је обновила свој Уговор о пријатељству и сарадњи са СССР-ом у октобру 1984.

#### Либија
Иако Либија није била тако чврст совјетски савезник као многи марксистички режими из Трећег света, Москва је развила блиске везе са антизападним режимом Моамера Гадафија, који је збацио либијску прозападну монархију 1969. Совјетски лидер број два у то време, Алексеј Косигин, отишао је у Либију 1975. године, а Гадафи је посетио Москву 1976, 1981. и 1985. године. Совјетско-либијски обим трговине током 1970-их и 1980-их био је приближно 100 милиона долара годишње , а односи између њих су се убрзали између 1981. и 1982. Током овог периода, Москва је такође испоручила Либији оружје од 4,6 милијарди долара, обезбеђујући око 90 одсто залиха оружја те земље, а Гадафијев режим је помогао Совјетском Савезу играјући кључну улогу у очувању комунистичких режима и у Анголи  и у Етиопији . Према Комерсанту, „Либија је била један од ретких партнера Совјетског Савеза који је у потпуности платио војну опрему коју је купио од СССР-а“, иако је Гадафијев режим и даље одржавао добре односе са западним земљама Француске и Италије и одбио је да потпише Уговор о пријатељству и сарадњи са Совјетским Савезом. Либија се, међутим, тих година задужила Москви.
Током већег дела Хладног рата, Сиријом и Ираком су владале ривалске фракције пан-арапске Баас партије и ове две нације су често биле напете једна према другој упркос блиским односима са Совјетским Савезом. Њихов однос, који је у најбољем случају био млак од 1963. године, почео је да се драматично мења када је Мохамед Реза Пахлави, ирански шах, свргнут у фебруару 1979. и замењен происламистичким режимом ајатолаха Рухолаха Хомеинија . Након што је преузео власт, Хомеини је успоставио систем закона који је захтевао од претежно шиитског становништва Ирана да се стриктно придржава школе мишљења Дванаестораца . Асад, који је и сам шиит, убрзо је формирао снажан савез са Ираном и покушао да искористи овај нови однос да у великој мери ослаби Ирак. Дана 16. јула 1979. Ахмед Хасан ал-Бакр, који је владао Ираком након државног удара 1968. године, повукао се са власти и именовао свог рођака Садама Хусеина, изразито антишиитског сунита, за његовог наследника, а сиријска влада је званично затворила своју амбасаду у Багдаху. Године 1980. односи између Ирака и Сирије су се званично прекинули када је Сирија изјавила да подржава Иран током иранско-ирачког рата и Хусеина, надајући се да ће стећи предност над Ираном, проширио је односе са западним нацијама и одбацио ранији став Ирака према Израелу.

#### Контрадикције
У децембру 1979. односи између Совјетског Савеза и Ирака, иако су приватно и даље веома јаки, су се увелико погоршали у јавности када је Ирак осудио совјетску инвазију на Авганистан . Након што је Ирак извршио инвазију на Иран у септембру 1980. године, Совјетски Савез, у нади да ће Иран учинити новим савезником, прекинуо је испоруке оружја Ираку (и Ирану) као део својих напора да изазове прекид ватре. Међутим, то је такође омогућило Сирији да настави да подржава Иран и да испоручује либијско оружје и оружје из источног блока у ту земљу. Док је Хомеини био изразито антиамерички настројен и демонстрирао је ово осећање називајући Сједињене Државе „ великим сотоном “ и узевши раднике америчке амбасаде за таоце, он се такође снажно супротстављао Совјетском Савезу, означавајући комунистичко уверење претњом исламу; а напори Совјета да од Ирана направе савезника додатно су погоршани када је Хомеини отворено изјавио да подржава авганистанске муџахедине током совјетско-авганистанског рата и одбио да се обрачуна са проавганистанским демонстрантима који су доследно напали амбасаду СССР-а у Техерану. 1982. године, када је постало јасно да се Иран неће придружити СССР-у након што је Хомеинијев режим преузео предност у иранско-ирачком рату и инвазио на ирачку територију, Совјети су наставили редовне испоруке оружја Ираку, али су односи између две нације и даље били политички затегнути и неће поново постати јаки  све док не постану јаки у јавности.
После 1966. године у Сирији се развило велико совјетско војно присуство. Сирија је на крају постала најомиљенији клијент совјетске војске не само на Блиском истоку, већ иу целом Трећем свету. До средине 1984, процењује се да је у Сирији било око 13.000 совјетских и источноевропских саветника. Иако су односи и даље остали јаки, став Совјета према подршци Сирије Ирану се драматично променио када је Иран даље напредовао на ирачку територију и изазвао снажан гнев Совјета док је наставио да потискује чланове прокомунистичке партије Туде Ирана. Као резултат тога, многи саветници су повучени 1985. године, а између 2.000 и 5.000 их је остало до 1986. У фебруару 1986. Иран је успешно заузео полуострво Ал-Фав и став Совјетског Савеза у иранско-ирачком рату потпуно се променио ка Ираку.
Спољна политика Совјетског Савеза на Блиском истоку била је контрадикторна. Док је СССР прво подржао Израел, овај однос се убрзо распао јер се Совјетски Савез осећао угроженим због потребе Израела за безбедношћу од Сједињених Држава. СССР се окренуо другим арапским државама како би стекао утицај у арапском свету и елиминисао западни утицај. СССР је сматрао арапске државе важнијим од Израела јер би могле помоћи СССР-у да постигне свој циљ ширења комунистичког утицаја. СССР је одлучио да оружјем подржи Египат и Сирију како би показао своју доминацију. Совјетски Савез је манипулисао арапским државама против Израела како би повећао њихову зависност од Совјетског Савеза и обесхрабрио западне силе да помогну Израелу.

### Америка

#### Куба
Након успостављања дипломатских веза са Совјетским Савезом након Кубанске револуције 1959. године, Куба је постала све више зависна од совјетских тржишта и војне помоћи и била је савезник Совјетског Савеза током Хладног рата. 1972. године Куба се придружила Цомецон-у, економској организацији држава која је осмишљена да створи сарадњу међу комунистичким планским економијама, у којој је доминирала њена највећа економија, Совјетски Савез. Москва је одржавала редовне контакте са Хаваном и делила различите блиске односе све до краја Совјетског Савеза 1991. године. Куба је тада ушла у еру озбиљних економских тешкоћа, у специјални период.

#### Гренада
Дипломатске односе између Гренаде и Совјетског Савеза прекинуо је у новембру 1983. генерални гувернер Гренаде. На крају, 2002. године, Гренада је поново успоставила дипломатске односе са новоформираном Руском Федерацијом.

#### Сједињене Државе
Чак иу најтежим и најстагнирајућим деловима Хладног рата, дипломатски односи су и даље одржавани, па чак и тражени између Сједињених Држава и Совјетског Савеза. Било због мировних разлога или због преговора, ови споразуми су одиграли виталну улогу у Хладном рату.

##### Свемирска трка
Између 1957. и 1958. године, амерички председник Двајт Д. Ајзенхауер тражио је кооперативне америчко-совјетске свемирске иницијативе кроз серију писама упућених совјетском руководству. Међу тим совјетским примаоцима су били први секретар Комунистичке партије Никита Хрушчов и председник Савета министара Николај Булгањин . У овим писмима, Ајзенхауер је предложио протокол за мирно коришћење свемира. Међутим, Хрушчов је одбио понуду, сматрајући да је његова земља испред Сједињених Држава у свемирској технологији након успешног лансирања Спутњика 1 4. октобра 1957.
Упркос континуираном свемирском надметању између Сједињених Држава и СССР-а, Хрушчов је написао писмо председнику САД Џону Ф. Кенедију у којем је детаљно навео могућност будуће сарадње у свемиру између два заклета ривала након што је Американац Џон Глен постао први Американац који је 20. фебруара 1962. године орбитирао око Земље. Ови разговори између Совјетског Савеза и Сједињених Држава довели су до сарадње у три области: временских података и будућих лансирања везаних за метеорологију, мапирања геомагнетног поља Земље и релеја комуникације.
Реакција на Сједињене Државе које су искрцале прве људе на Месец у Совјетском Савезу била је помешана. Совјетска влада је ограничила објављивање информација о слетању на Месец, што је утицало на реакцију. Део становништва на то није обраћао пажњу, а други део је био љут на то.

### Индија
Однос између Совјетског Савеза и Индије био је значајан део Хладног рата. И политичке и научне природе, ова сарадња је трајала скоро 40 година. Током овог периода од скоро четири деценије, совјетско-индијски односи одржавали су се кроз три пара лидера — Џавахарлал Нехру и Никита Хрушчов, Индира Ганди и Леонид Брежњев, и Раџив Ганди и Михаил Горбачов. Може се видети да овај индо-совјетски однос проистиче из неповерења Индије и општег незадовољавајућег осећања према инсистирању администрације Двајта Д. Ајзенхауера да земље Трећег света не могу да остану неутралне током Хладног рата и из америчког оклевања да се консултују са својим владама о питањима која се тичу ових земаља.
Просовјетски став Индије је исказан када је влада Индире Ганди раскинула са остатком некомунистичког света како би прихватила и подржала совјетску инвазију на Авганистан на Генералној скупштини УН, упркос ранијим коментарима у којима се критикује операција. Бивши амбасадор, Индер Кумар Гујрал, прокоментарисао је да дубока укљученост Пакистана у мобилизацију авганистанских муџахедина представља забринутост за индијску безбедност и стабилност, истовремено изражавајући „пријатељство“ Индије са Совјетима. Индија је такође била једина земља ван совјетског блока која је у потпуности признала Народну Републику Кампучију након вијетнамске инвазије на Камбоџу.

#### Свемирска сарадња
Научна сарадња између Совјетског Савеза и Индије почела је формалним оснивањем Индо-совјетског заједничког комитета научника, који је први састанак одржао у јануару 1968.
Совјетски Савез је био велики допринос индијским свемирским напорима. Најважније, совјетска техничка помоћ у пројектовању и лансирању била је кључна за успех индијских сателита Ариабхата, Бхаскара-I и Бхаскара-II. Када су разматрали репутацију Индије по сиромаштву и несигурности хране у то време, аутсајдери су почели да се питају да ли Индија припада тако престижној групи нација, или јој је само Совјетски Савез дао прилику.
Рад на А'риабхати почео је након споразума између Индијске организације за истраживање свемира и Академије наука СССР-а у мају 1972. године. 19. априла 1975, мање од годину дана након прве успешне индијске пробе нуклеарне бомбе 18. маја 1974, Совјетски Савез је помогао лансирање првог индијског сателита Аријабхата са Капустин Јара, руског ракетног места за лансирање и развој у Астраханској области, користећи ракету-носач Космос-3М. Изградио га је ИСРО, али су Совјети пружили техничку помоћ и компоненте као што су соларне ћелије, батерије, термалне боје и касетофони као помоћ у његовим предложеним шестомесечним соларним и атмосферским студијама. Иако се очекивало да ће сателит изводити соларне и атмосферске студије током 6 месеци, експерименти су морали бити затворени након 5 дана због проблема са напајањем.
Дана 7. јуна 1979. године, Бхаскара-I је лансиран из Капустин Јара на броду Ц-1 Интеркосмос Launch Vehicle.
Дана 20. новембра 1981. лансиран је Бхаскара-II, који је обезбедио скоро две хиљаде фотографија за податке о површини океана и копна.
У априлу 1985. Индијска национална академија наука и Совјетска академија наука потписале су споразум о заједничком истраживању примењене математике и технологије као што су компјутерска електроника, биотехнологија и технологија силикона. 21. марта 1987, након посете Раџива Гандија Совјетском Савезу, потписан је протокол о сарадњи у науци и технологији, који је довео до нових иницијатива у ласерској технологији, алтернативним изворима енергије и акцелераторима електрона.

### Раскид са Кином
Кинеско-совјетски раскол (1956–1966) био је прекид политичких односа између Народне Републике Кине (НР Кине) и СССР-а, изазван доктринарним разликама које су произашле из њихових различитих тумачења и практичних примена марксизма-лењинизма, под утицајем њихове геополитике током Хладног рата. Крајем 1950-их и раних 1960-их, кинеско-совјетске дебате о тумачењу православног марксизма постале су специфичне расправе о политици Совјетског Савеза националне дестаљинизације и међународног мирног суживота са западним светом. На тој политичкој позадини, међународни односи НР Кине су карактерисали званичну ратоборност према Западу и почетно, јавно одбацивање политике мирног суживота Совјетског Савеза између источног и западног блока, за коју је Мао Цедонг рекао да је марксистички ревизионизам руских комуниста.
Почевши од 1956. године, након што је Никита Хрушчов осудио Стаљина и стаљинизам у говору О култу личности и његовим последицама (25. фебруара 1956), НРК и СССР су имали прогресивно различита тумачења марксистичке идеологије; до 1961. године, њихове непоправљиве разлике у идеолошкој интерпретацији и пракси изазвале су формално осуђивање совјетског комунизма од стране НРК-а као дела „ревизионистичких издајника“ у СССР-у. Међу земљама источног блока, кинеско-совјетски раскол се односио на то ко ће водити револуцију за светски комунизам, Кина или Русија, и коме ће се авангардне партије света обратити за политички савет, финансијску помоћ и војну помоћ. У том смислу, СССР и НРК су се такмичили за идеолошко вођство преко комунистичких партија које су пореклом из земаља у њиховим сферама утицаја.
Кинеско-совјетски раскол је трансформисао геополитику биполарног хладног рата у триполарни хладни рат и олакшао кинеско-америчко приближавање и Никсонову посету Кини 1972 . Тиме је окончана ера „монолитног комунизма. Историјски гледано, идеолошки кинеско-совјетски раскол је омогућио марксистичко-лењинистичку реалполитику којом је Мао успоставио триполарну геополитику (НРК-САД-СССР) из касног периода Хладног рата.
Историчар Лоренц М. Лути је рекао:
Кинеско-совјетски раскол био је један од кључних догађаја Хладног рата, једнак по важности изградњи Берлинског зида, Кубанској ракетној кризи, Другом вијетнамском рату и кинеско-америчком зближавању. Раскол је помогао у одређивању оквира друге половине Хладног рата уопште, а посебно је утицао на ток Другог рата у Вијетнаму. Као гадан развод, оставио је лоше успомене и произвео митове о невиности на обе стране.

### Односи са државама југоисточне Азије
Совјетски Савез се постепено укључио у борбу за утицај у југоисточној Азији . Иако се Совјетски Савез обично повезује са његовом дипломатском подршком Северном Вијетнаму током Вијетнамског рата, он је такође играо значајну улогу у другим земљама југоисточне Азије. Пре успона председника Сухарта, највећи прималац помоћи за оружје у Совјетском Савезу између 1958. и 1965. била је Индонезија.

## 1970-их па надаље
Седамдесетих година 20. века Совјетски Савез је постигао груби нуклеарни паритет са Сједињеним Државама, а надмашио га је до краја те деценије постављањем пројектила СС-18 . Своју укљученост је доживљавала као суштинску за решење било ког великог међународног проблема. У међувремену, Хладни рат је уступио место детанту и компликованијем обрасцу међународних односа у којем свет више није био јасно подељен на два јасно супротстављена блока. Мање моћне земље имале су више простора да потврде своју независност, а две суперсиле су делимично успеле да препознају свој заједнички интерес у покушају да спрече даље ширење и пролиферацију нуклеарног оружја ( види САЛТ И, САЛТ II, Уговор о антибалистичким ракетама).
На другим местима, Совјетски Савез је закључио уговоре о пријатељству и сарадњи са бројним државама некомунистичког света, посебно међу државама Трећег света и Покрета несврстаних . Без обзира на неке идеолошке препреке, Москва је унапредила државне интересе стицањем војних упоришта у стратешки важним областима широм Трећег света. Штавише, СССР је наставио да пружа војну помоћ револуционарним покретима у Трећем свету. Из свих ових разлога, совјетска спољна политика била је од велике важности за некомунистички свет и помогла је да се одреди смисао међународних односа.
Иако је безброј бирократије био укључен у формирање и спровођење совјетске спољне политике, главне смернице политике одредио је Политбиро Комунистичке партије. Најважнији циљеви совјетске спољне политике били су одржавање и унапређење националне безбедности и одржавање хегемоније над источном Европом. Односи са Сједињеним Државама и Западном Европом су такође били од велике бриге за креаторе совјетске спољне политике и, баш као и са Сједињеним Државама, односи са појединачним државама Трећег света били су бар делимично одређени близином сваке државе граници и проценама од стратешког значаја.

## Горбачов и после
Када је Михаил Горбачов 1985. наследио Константина Черненка на месту генералног секретара Комунистичке партије, то је сигнализирало драматичну промену у совјетској спољној политици. Горбачов је изнео доктрину „ новог политичког мишљења “, које је делимично водило помирљиву политику према Западу уместо да задржи статус кво из Хладног рата. СССР је напустио Авганистан након свог неуспешног десетогодишњег рата против земље, потписао споразуме о смањењу стратешког наоружања са Сједињеним Државама. Није покушао да заустави успешне напоре свих источноевропских сателитских нација да прогласе своју независност и протерају руководство којим доминира Совјетски Савез, питања о статусу и границама Немачке су решавана 1990. године, када је Совјетски Савез, заједно са Сједињеним Државама, Британијом и Француском, потписао уговор о поновном уједињењу Немачке са две немачке владе. После опсежних преговора, Западна Немачка је апсорбовала Источну Немачку, уз велике готовинске исплате Москви. После коначног распада Совјетског Савеза 26. децембра 1991. године, Русија је постала правни наследник Совјетског Савеза на међународној сцени, и у погледу уговора и споразума. Под Борисом Јељцином, руска спољна политика је тражила подршку Запада за капиталистичке реформе у постсовјетској Русији.
- Спољни односи Русије
- Историја Совјетског Савеза
- Kинеско-совјетски раскол
- Soviet Union § Foreign relations
- Односи Совјетског Савеза и Сједињених Држава
- Датуми успостављања дипломатских односа са СССР-ом

### Хладни рат
- Dallin, David (1961). Soviet foreign policy after Stalin.
- Dobbs, Michael (2008). One Minute to Midnight: Kennedy, Khrushchev, and Castro on the Brink of Nuclear War. ISBN 978-1400043583.
- Donaldson, Robert, and Joseph L. Nogee. The Foreign Policy of Russia: Changing Systems, Enduring Interests (4th изд.).. (. 2015), emphasis on Putin years
- Fursenko, Aleksandr, and Timothy Naftali. Khrushchev's Cold War: The Inside Story of an American Adversary (2007) excerpt and text search
- Garthoff, Raymond L. Détente and confrontation: American-Soviet relations from Nixon to Reagan (2nd изд.).. (. 1994) covers 1969 to. Garthoff, Raymond L. (1980). online. Brookings Institution. ISBN 978-0-8157-3044-6.
- Garthoff, Raymond L (1994). The Great Transition: American-Soviet Relations and the End of the Cold War. Brookings Institution Press. ISBN 978-0-8157-3059-0.. In-depth scholarly history, 1981 to 1991.
- Goldgeier, James M (1994). Leadership style and Soviet foreign policy : Stalin, Khrushchev, Brezhnev, Gorbachev.
- Goncharov, Sergei, John Lewis and Litai Xue (1993). Uncertain Partners: Stalin, Mao and the Korean War. Stanford University Press. ISBN 0804725217.
- Haslam, Jonathan. Russia's Cold War: From the October Revolution to the Fall of the Wall (2012)
- Jelavich, Barbara (1974). St.Petersburg and Moscow: Czarist and Soviet Foreign Policy, 1814–1974. Indiana University Press. ISBN 978-0-253-35050-3.. Scholarly survey
- Keeble, Curtis (1990). Britain and the Soviet Union, 1917–89.
- Kennan, George F (1961). Russia and the West under Lenin and Stalin. Boston, Little, Brown.
- Leffler, Melvyn P (2008). For the Soul of Mankind: The United States, the Soviet Union, and the Cold War. Farrar, Straus and Giroux. ISBN 978-0374531423.
- Librach, Jan (1965). The Rise of the Soviet Empire: A Study of Soviet Foreign Policy. Praeger.. a scholarly history
- Lund, Aron. "From cold war to civil war: 75 years of Russian-Syrian relations." (Swedish Institute of International Affairs, 2019) online
- Mastny, Vojtech. Russia's Road to the Cold War: Diplomacy, Warfare, and the Politics of Communism, 1941–1945 (1979)
- Mastny, Vojtech (1998). The Cold War and Soviet Insecurity: The Stalin Years. ISBN 0195126599.
- Mastny, Vojtech, and Malcolm Byrne (2005). A Cardboard Castle? An Inside History of the Warsaw Pact, 1955–1991.
- Nogee, Joseph L. and Robert Donaldson. Soviet Foreign Policy Since World War II (4th изд.).. (. 1992)
- Ouimet, Matthew J (2003). The Rise and Fall of the Brezhnev Doctrine in Soviet Foreign Policy.<
- Roberts, Geoffrey. Stalin's Wars: From World War to Cold War, 1939–1953 (2006).
- Roberts, Geoffrey. Molotov: Stalin's Cold Warrior (2012)
- Saivetz, Carol R. and Sylvia Babus Woodby, ур. (1985). Soviet-third World Relations.
- Schulz, Brigitte and William W. Hansen,., ур. (1989). The Soviet Bloc And The Third World: The Political Economy Of East-south Relations.
- Service, Robert (2007). Comrades!: A history of world communism.
- Service, Robert (2004). Stalin: A Biography.
- Service, Robert (1997). A history of Twentieth-century Russia.
- Taubman, William (2004). Khrushchev: The Man and His Era.. Pulitzer Prize;
- Taubman, William (2017). Gorbachev: His Life and Times. National Geographic Books. ISBN 978-0-393-64701-3.
- Taubman, William. Stalin's American Policy: From Entente to Détente to Cold War (W W Norton & Company, 1982) excerpt
- Ulam, Adam B. Expansion and Coexistence: Soviet Foreign Policy, 1917–1973 (2nd изд.).. a standard scholarly history online. New York, Praeger. 1974. ISBN 978-0-275-88630-1.
- Ulam, Adam B (1984). Dangerous relations: the Soviet Union in world politics, 1970–1982. Oxford University Press.
- Ulam, Adam B (1971). The Rivals: America and Russia Since World War II.. Current survey by an expert, but did not have access to the important documents opened after 1989
- Ulam, Adam B (1973). Stalin.. an older scholarly biography;
- Vasiliev, Alexey. Russia's Middle East Policy: From Lenin to Putin (Routledge, 2018).
- Weiner, Tim (2020). The Folly and the Glory: America, Russia, and Political Warfare 1945–2020.. Pulitzer Prize excerpt
- Zubok, Vladislav M (2007). A Failed Empire: The Soviet Union in the Cold War from Stalin to Gorbachev. ISBN 978-0807830987.

### Историографија
- Johnston, Robert H., ур. (1991). Soviet Foreign Policy 1918–1945: A Guide to Research and Research Materials (2nd изд.). Scholarly Resources. ISBN 978-0-8420-2312-2.
- Resnick, Evan N (2013). „Hang Together or Hang Separately? Evaluating Rival Theories of Wartime Alliance Cohesion.”. Security Studies. 22 (4): 672—706. doi:10.1080/09636412.2013.844520.. On World War II
- Sakwa, Richard (2013). „The Soviet collapse: Contradictions and neo-modernisation”. Journal of Eurasian Studies. 4: 65—77. doi:10.1016/j.euras.2012.07.003. online
- Timberlake, Charles E (1970). „Russian American Contacts, 1917–1937”. Pacific Northwest Quarterly. 61 (4): 217—221.
- Ulam, Adam B. (2002). Understanding the Cold War: a historian's personal reflections (2nd изд.). Transaction Publishers. ISBN 978-0-7658-0885-1.. excerpt

### Примарни извори
- Butler, Susan (2015). My Dear Mr. Stalin: The Complete Correspondence of Franklin D. Roosevelt and Joseph V. Stalin. Yale University Press..
- Degras, Jane T. The Communist International, 1919–43 (3 Vols. 1956); documents; online vol 1 1919–22; vol 2 1923–28 (PDF).
- Degras, Jane Tabrisky., ур. (1978). Soviet documents on foreign policy.
- Eudin, Xenia Joukoff, and Harold Henry Fisher, ур. (1957). Soviet Russia and the West, 1920–1927: A Documentary Survey. Stanford University Press.
- Eudin, Xenia Joukoff; North, Robert Carver, ур. (1957). Soviet Russia and the East, 1920–1927; a documentary survey. Stanford University Press.
- Goldwin, Robert A., Gerald Stourzh, Marvin Zetterbaum, ур. (1959). Readings in Russian Foreign Policy.. 800pp;  long essays from primary and secondary sources
- Gruber, Helmut (1967). International Communism in the Era of Lenin: A Documentary History. Cornell University Press.
- Khrushchev, Nikita. Memoirs of Nikita Khrushchev, edited by his son Sergei N. Khrushchev Volume 3: Statesman, 1953–1964 (2007), 1176pp contents
- Maisky, Ivan. The Maisky Diaries: The Wartime Revelations of Stalin's Ambassador in London edited by Gabriel Gorodetsky, (Yale University Press, 2016); highly revealing commentary 1934–43; excerpts; abridged from 3 volume Yale edition; online review
- Molotov, V.M. Molotov Remembers: Inside Kremlin Politics ed. by Felix Chuev and Albert Resis (2007)